# Luna di miele in tre
Luna di miele in tre è un film del 1976 diretto da Carlo Vanzina.

## Trama
Alfredo, cameriere in un albergo di Stresa frequentato soltanto da vecchie signore, non ha occhi che per le playgirls della stampa erotica. Per quanto, però, trascuri per la stessa ragione anche le ragazze del posto, un giorno si ritrova sposato suo malgrado con Graziella, cassiera di bar. Alla vigilia del viaggio di nozze a Sanremo, egli apprende di aver vinto un concorso di Playmen il cui premio è una vacanza in Giamaica in compagnia della modella Christine. Raggiunta, con l'ignara Graziella, la splendida isola dei Caraibi, Alfredo deve combattere con l'agente della rivista, che lo vuole sfruttare per fini pubblicitari, e ricorrere così, per potersi godere Christine, a una serie di sotterfugi dei quali finirà col farne le spese. Mentre Graziella, infatti, si concederà a un altro cameriere, Alfredo non riuscirà ad avere l'amore di Christine. Infatti la giovane è una ragazza madre che fa la modella di nudo, e solo di quello, per mantenere la figlia piccola.

## Produzione
Il film è il primo realizzato dalla società di produzione Irrigazione Cinematografica fondata nella seconda metà del 1975 da Achille Manzotti e Renato Pozzetto.
La regia è stata affidata ad un giovane (all'epoca aveva circa 24 anni) ed esordiente Carlo Vanzina, figlio del celebre Steno.
Le riprese del film sono state effettuate in Italia a Stresa (su un battello attraccato all'imbarcadero, al Grand Hôtel des Îles Borromées, e nelle vie del centro), ad Arona (alla discoteca Sagittario) e in Giamaica.
Tra gli interpreti del film compare anche il celebre attore pornografico Harry Reems, che qui però interpreta la parte di un parrucchiere omosessuale.

## Distribuzione
Il film è stato distribuito nelle sale cinematografiche italiane il 1º aprile 1976.

## Accoglienza

### Incassi
Si è classificato al 42º posto tra i primi 100 film di maggior incasso della stagione cinematografica italiana 1975-1976.